# Curry County, Oregon
Curry County är ett administrativt område i delstaten Oregon, USA. År 2010 hade countyt 22 364 invånare. Den administrativa huvudorten (county seat) är Gold Beach.

## Geografi
Enligt United States Census Bureau har countyt en total area på 5 150 km². 4 215 km² av den arean är land och 935 km² är vatten.

### Angränsande countyn
- Coos County - nord
- Douglas County - nordöst
- Josephine County - öst
- Del Norte County, Kalifornien - syd